# Moa Sandberg
Moa Sandberg (sinh ngày 11 tháng 11 năm 1995) là một người mẫu và người đẹp người Thụy Điển, người đã đăng quang cuộc thi Hoa hậu Hoàn vũ Thụy Điển 2021. Cô sẽ đại diện cho Thụy Điển tại cuộc thi Hoa hậu Hoàn vũ 2021 ở Eilat, Israel. Trước đó, cô đăng quang Hoa hậu Quốc tế Thụy Điển năm 2014.

## Các cuộc thi sắc đẹp

### Hoa hậu Hoàn vũ Thụy Điển 2014
Vào ngày 28 tháng 3 năm 2014, Sandberg bắt đầu cuộc thi sắc đẹp của mình khi cô tham gia cuộc thi Hoa hậu Hoàn vũ Thụy Điển 2014 tại Câu lạc bộ đêm Gota Kallare ở Stockholm. Kết thúc sự kiện, ngôi vị Hoa hậu Quốc tế Thụy Điển 2014 thuộc về cựu quán quân Eleonore Lilja.

### Hoa hậu Quốc tế 2014
Vào ngày 11 tháng 11 năm 2014, Sandberg đại diện cho Thụy Điển tại Hoa hậu Quốc tế 2014 và cạnh tranh với 72 ứng cử viên khác tại khách sạn Grand Prince Hotel Takanawa ở Tokyo. Cô ấy không lọt vào bán kết.

### Hoa hậu Hoàn vũ Thụy Điển 2021
Vào ngày 30 tháng 10 năm 2021, Sandberg đã cạnh tranh với 16 thí sinh khác trong vòng chung kết cuộc thi Hoa hậu Hoàn vũ Thụy Điển 2021 tại khách sạn Clarion Post ở Gothenburg và giành được danh hiệu này. Vào cuối sự kiện, cô đã được thành công bởi Lina Ljungberg.

### Hoa hậu Hoàn vũ 2021
Là Hoa hậu Hoàn vũ Thụy Điển, Sandberg đại diện cho Thụy Điển tại cuộc thi Hoa hậu Hoàn vũ 2021 ở Eilat, Israel.